# Władysławowo
Władysławowo (dodatkowa nazwa w j. kaszub. Wiôlgô Wies; do roku 1952 Wielka Wieś, niem. Großendorf) – miasto w północnej Polsce, w województwie pomorskim, w powiecie puckim, w gminie Władysławowo. Położone na Pobrzeżu Gdańskim, nad Morzem Bałtyckim i Zatoką Pucką. Mieści się tutaj port morski.
1 stycznia 2015 gminie miejskiej Władysławowo zostały odebrane prawa miejskie i nadane miejscowości Władysławowo. Był to zabieg administracyjny związany ze zmianą typu gminy z miejskiej na miejsko-wiejską.

## Położenie
Miasto znajduje się w północnej części województwa pomorskiego, w powiecie puckim w gminie Władysławowo. Od 1 stycznia 2015 r. powierzchnia miasta wynosi 12,59 km² (32% powierzchni gminy).
Władysławowo jest położone w północnej części Pobrzeża Kaszubskiego, od północnej strony nad Morzem Bałtyckim, a od południowo-wschodniej nad Zatoką Pucką. Zlokalizowane jest u nasady Mierzei Helskiej. Jest najbardziej wysuniętym na północ miastem w Polsce.
Administracyjnie miasto graniczy z gminą Puck, oraz z Chałupami i Chłapowem.

## Historia
W XII i XIV wieku odnotowano miejscowość rybacką o nazwie (łac.) Vela Ves (Wielka Wieś) oraz wsie pomocnicze Cetniewo i Poczernino.
W roku 1638 sejm elekcyjny zadecydował o wzmocnieniu militarnym Pucka poprzez wybudowanie portu floty wojennej. Władysław IV wystawił nad morzem dwa forty: Władysławów i Kazimierzów. Następnie w niewielkiej odległości od fortu powstał port notowany w latach 1635 i 1636 jako Władysławowo.
11 lutego 1920 roku generał Józef Haller przybył do Wielkiej Wsi, gdzie odbył rejs kutrem po Bałtyku. Jeden z jego oficerów – ppłk Henryk Bagiński postanowił kupić tu 20 ha ziemi, nadając nowej osadzie nazwę Hallerowo. Według spisu powszechnego z 1921 r. Wielka Wieś miała 641 mieszkańców.
15 czerwca 1927 roku powstał przystanek kolei „Hallerowo”, który został zamknięty po niespełna dwóch latach i dnia 15 maja 1929 oddano do użytku stację „Wielka Wieś – Hallerowo”, obecnie Władysławowo.

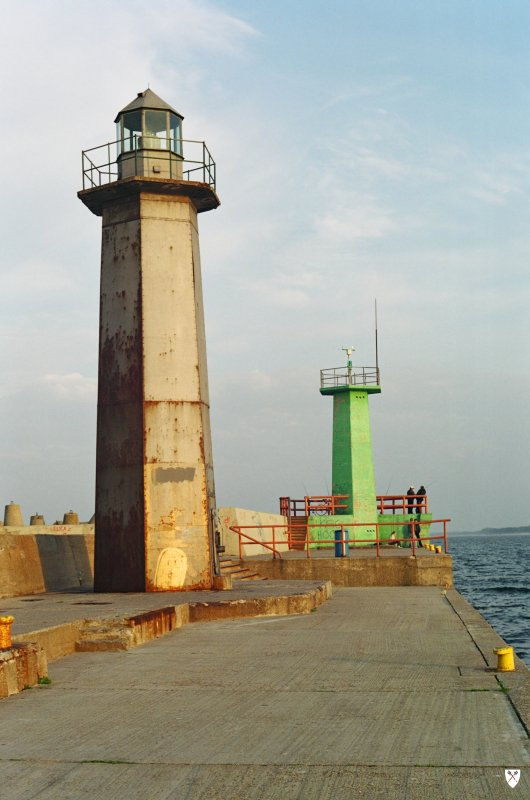
Władysławowo – główki portu na falochronie

Wiosną 1936 roku rozpoczęto budowę portu rybackiego, którego otwarcie nastąpiło 3 maja 1938 roku; na cześć króla Władysława IV port nazwano Władysławowem.
1 lipca 1952 roku połączono Wielką Wieś, Hallerowo i osadę przyportową w jednostkę administracyjną – gminę Władysławowo. Dwa lata później otrzymała ona status osiedla.
Władysławowo (cały obszar gminy) otrzymało prawa miejskie 30 czerwca 1963 roku, zaś w 1973 – herb. 1 stycznia tego roku do Władysławowa włączono obszar osiedla Jastrzębia Góra oraz części obszaru miejscowości Chłapowo i Tupadły o powierzchni 1045,62 ha i Swarzewo o powierzchni 66,60 ha.
W latach 1975–1998 miasto administracyjnie należało do województwa gdańskiego.
W 2000 roku miejską promenadę przemianowano na aleję Gwiazd Sportu.
Obowiązujący do końca 2014 roku Statut Miasta stanowił, że ówczesne miasto Władysławowo obejmowało obszar miejscowości: Chałupy, Chłapowo, Jastrzębia Góra, Rozewie, Tupadły, Ostrowo, Karwia i Władysławowo. Zgodnie z oficjalnym wykazem miejscowości ustalanym przez ministra właściwego do spraw administracji jednostki te (z wyjątkiem Władysławowa wspomnianego tylko jako miasto) miały status części miasta Władysławowo. Ponadto istniały tu jeszcze trzy jednostki urzędowo posiadające taki sam status lecz nieuwzględniane w statucie miasta (Poczernino, Lisi Jar i Cetniewo).
1 stycznia 2015 gmina Władysławowo zmieniła rodzaj z miejskiego na miejsko-wiejski. W praktyce oznaczało to wyłączenie poza administrację miasta obszarów miejscowości Chałupy, Chłapowo, Jastrzębia Góra, Karwia, Rozewie, Tupadły i Ostrowo, nadając im status wsi. Z wyłączonych terenów powstał obszar wiejski gminy miejsko-wiejskiej Władysławowo. 1 stycznia 2015 odebrany został też status miasta gminie miejskiej Władysławowo z równoczesnym (tego samego dnia) nadaniem statusu miasta miejscowości Władysławowo. Był to dwuetapowy zabieg administracyjny związany ze zmianą rodzaju gminy z miejskiej na miejsko-wiejską.
Po odłączeniu siedmiu sołectw i osiedli miasto Władysławowo składa się z 5 dzielnic: Cetniewo, Hallerowo, Śródmieście, Szotland i Żwirowa. Odłączone północne i zachodnie wsie (Chłapowo, Jastrzębia Góra, Karwia, Ostrowo, Rozewie i Tupadły) stanowią terytorialnie spójny wiejski obszar gminy Władysławowo, natomiast Chałupy na Mierzei Helskiej stanowią jego eksklawę, pomiędzy miastem Władysławowem a Kuźnicą (gmina Jastarnia). Na uwagę zasługuje fakt, że w granicach miasta Władysławowa nadal pozostaje znaczny odcinek Mierzei Helskiej (6 km od nasady), wchodzący w skład dzielnicy Szotland.
We Władysławowie swoją pierwszą siedzibę miała pierwsza w historii kaszubskojęzyczna rozgłośnia radiowa – Radio Kaszëbë, działająca od grudnia 2004 roku. Następnie, w 2008 roku siedziba radia została przeniesiona do Rumi, a w 2013 roku do Gdyni.

## Architektura

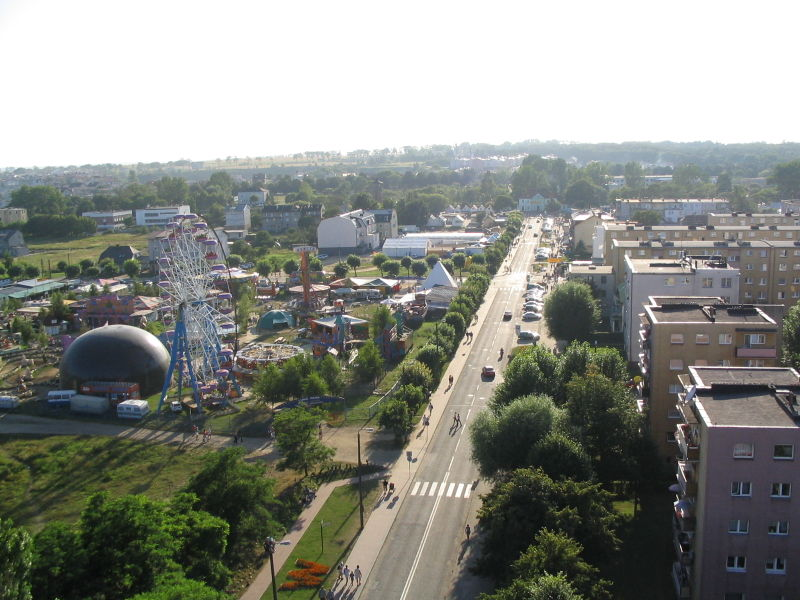
Widok z wieży Domu Rybaka na centrum miasta w kierunku zachodnim (ulicę Hallera). Na końcu ulicy znajduje się dworzec kolejowy

### Układ urbanistyczny
Administracyjnie miasto dzieli się na pięć dzielnic: Cetniewo, Hallerowo, Śródmieście, Szotland, Żwirowa. Oficjalnie wyróżnia się jeszcze jako część miasta Poczernino, niestanowiące jednak osobnej dzielnicy i wchodzące w skład Cetniewa. Mieszkańcy wyróżniają także Osiedle 1000-lecia i Sosnowo.

### Zabytki
Lista zabytków chronionych prawnie we Władysławowie:
- kościół pw. Wniebowzięcia NMP, wybudowany w latach 1932-1936 (zobacz: parafia Wniebowzięcia Najświętszej Maryi Panny we Władysławowie),
- dom przy ul. Merkleina 4, wybudowany w 1922 r.,
- dom gen. Hallera, wybudowany w 1922 r. (ul. Morska 6)[20],

Lista obiektów o walorach historycznych:
- dom modernistyczny z 1939 r., ul. Nadmorska 11
- Dom Rybaka – budynek wzniesiony w latach 50. XX w. jako hotel dla rybaków. Obecnie pełni funkcję budynku urzędu miasta, a wieża stanowi punkt widokowy. Niższy taras położony jest na wysokości 45 m n.p.m., a wyższy – 63 m n.p.m. Z wieży widać panoramę miasta, morze, przylądek Rozewie, Zatokę Pucką i Mierzeję Helską[21].

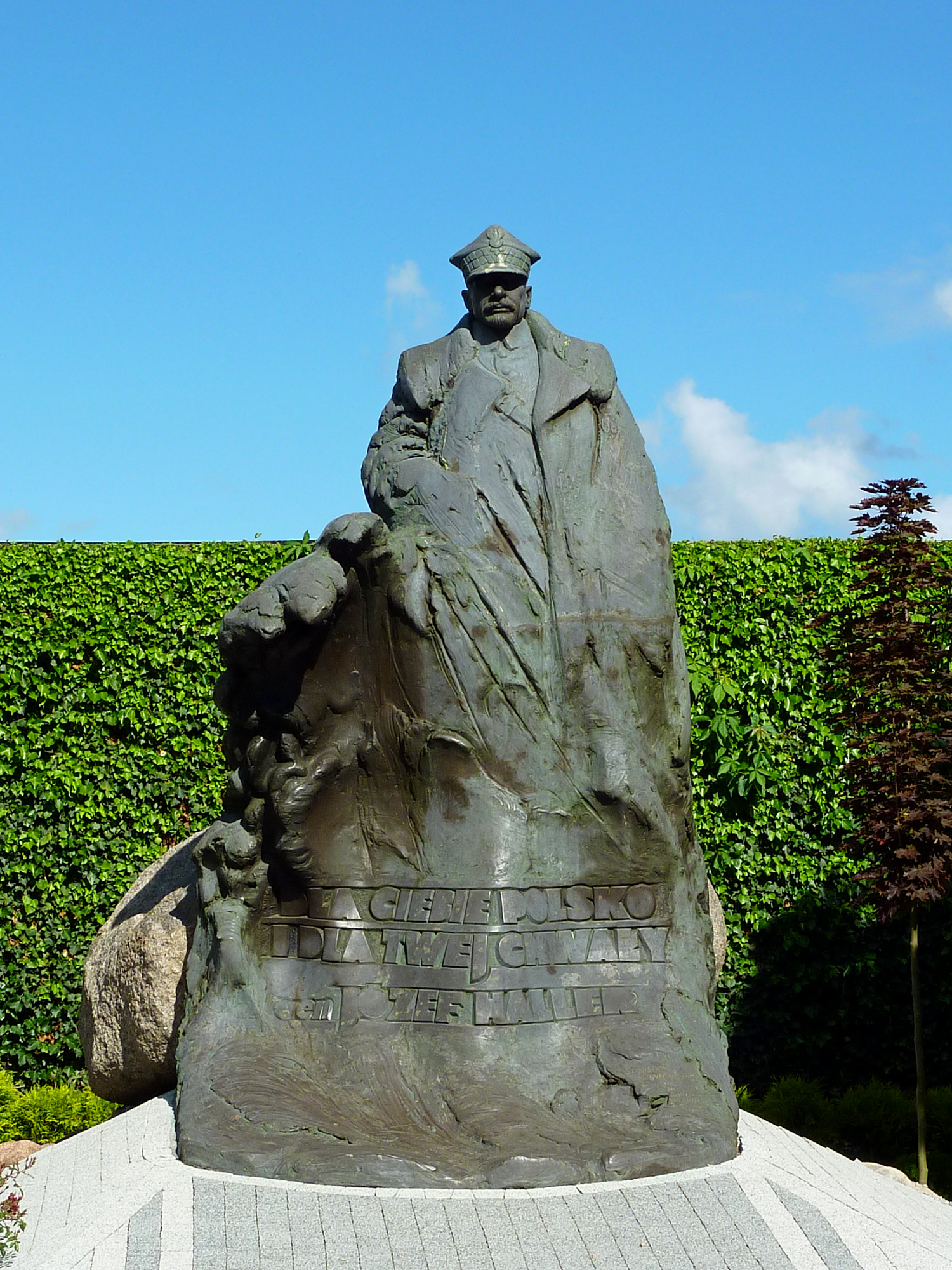
Pomnik gen. Józefa Hallera

Lista pomników znajdujących się we Władysławowie:
- Pomnik-popiersie Antoniego Abrahama w Hallerowie
- Pomnik generała Józefa Hallera w Hallerowie
- Pomnik Męczenników Wielkiej Wsi na Szotlandzie
- Cmentarz pomordowanych we wrześniu 1939 r. (Sosnowo, ul. Gdańska; cmentarz choleryczny)

## Gospodarka

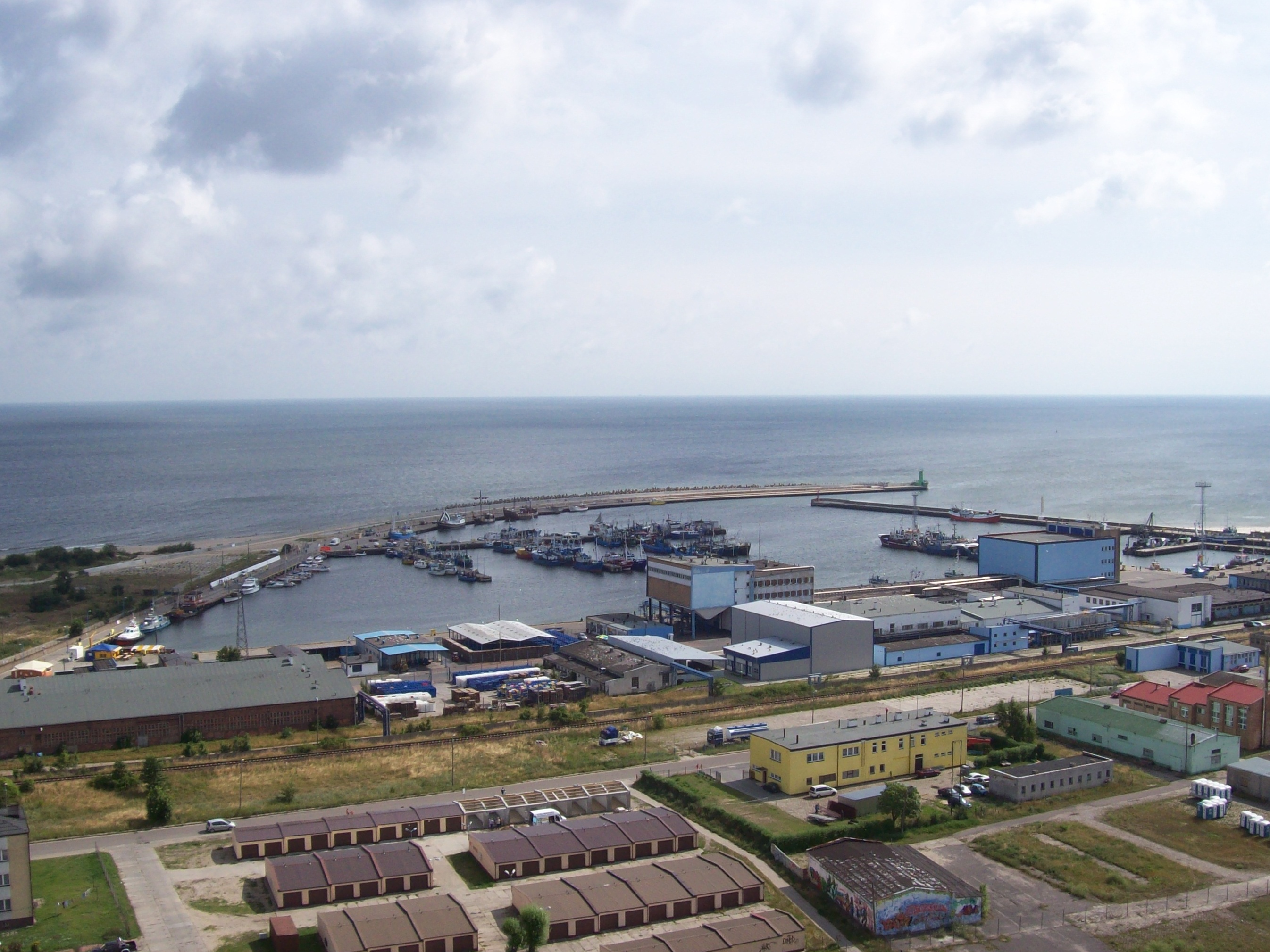
Widok na port morski Władysławowo z wieży widokowej Domu Rybaka

W porcie Władysławowo prowadzone jest przetwórstwo ryb, fabryka lodu i mączki rybnej, stocznia remontowa. Od maja do października cumują przy jego nabrzeżu jachty sportowe i żaglówki.
W związku z propozycją lokalizacji elektrowni jądrowej w pobliskich gminach: Choczewo i Żarnowiec, Rada Miasta Władysławowo podjęła w 2012 roku uchwałę sprzeciwiającą się budowie elektrowni na Pomorzu ze względu m.in. na zagrożenia dla turystyki, będącej ważnym źródłem dochodów mieszkańców.

## Turystyka
Władysławowo jest miejscowością z rozbudowaną infrastrukturą turystyczną. Położenie nad otwartym morzem i Zatoką Pucką, a także w pobliżu Nadmorskiego Parku Krajobrazowego stanowi jeden z walorów turystycznych. W mieście znajduje się port morski położony nad otwartym morzem, którego część stanowi zachodni falochron pełniący także funkcję turystycznego mola.
We Władysławowie zostało zorganizowanych 5 kąpielisk nadmorskich.
Przy ul. gen. Józefa Hallera znajduje się Lunapark Sowiński, w którym można skorzystać z młyna widokowego oraz gokartów. Istnieje także możliwość skorzystania z przejażdżki „ciuchcią” po szosie Władysławowo – Jastrzębia Góra. Wśród głównych atrakcji warto wymienić: Dom Do Góry Nogami (Cetniewo), Muzeum Figur Woskowych, profesjonalny Tor Kartingowy Półwysep, Muzeum Motyli, Muzeum Iluzji, a także wiele atrakcji typowo sezonowych. Atrakcją dla dzieci jest Ocean Park – w którym znajdują się modele większości ssaków morskich w skali 1:1 oraz Kraina Gier Retro Pixel-Mania. W okresie wakacyjnym organizowane są animacje dla dzieci. W latach 2015–2018 powstały nowoczesne ogólnodostępne place zabaw i skate-park. We Władysławowie działa też Park Linowy Alfa-Park. Ciekawą atrakcją jest multimedialna Wystawa Praca Rybaka.
Jednym z deptaków jest aleja Gwiazd Sportu, na której znajdują się chodnikowe gwiazdy z wypisanymi imionami i nazwiskami słynnych sportowców polskich i trzech zagranicznych. Promenada rozciąga się od ul. Księdza Merkleina aż do zejścia nad morze. Na plaży w okresie wakacyjnym czynne są bary oraz wypożyczalnie sprzętu wodnego. W porcie skorzystać można z rejsów turystycznych kutrami, łodziami turystycznymi oraz szybkimi motorówkami typu RIB.
W 2020 r. w porcie rybackim udostępniono do bezpłatnego zwiedzania mural składający się aż z 70 obrazów ilustrujących najważniejsze etapy historii miasta.

## Kultura

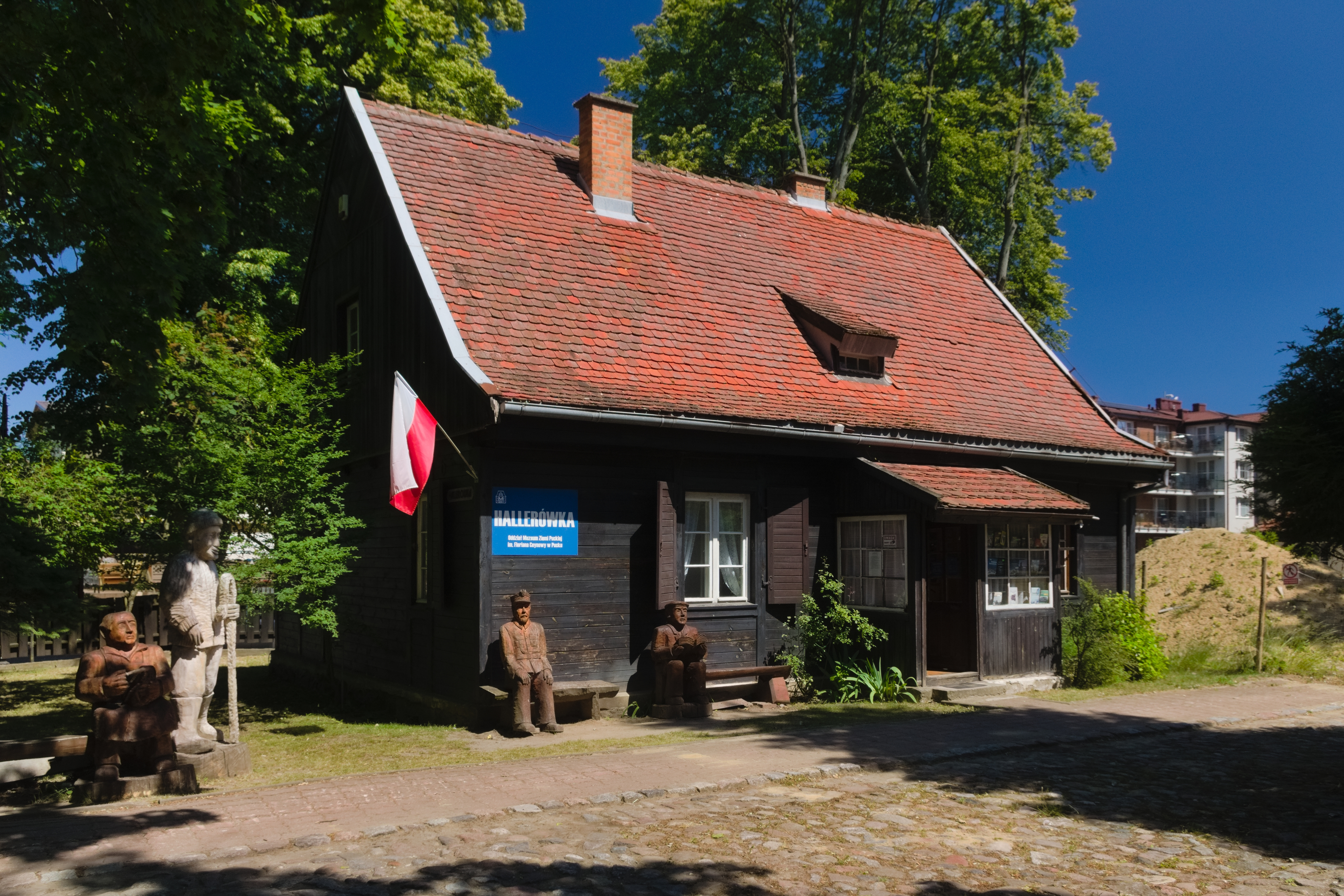
Centrum Pamięci Generała Hallera i Błękitnej Armii

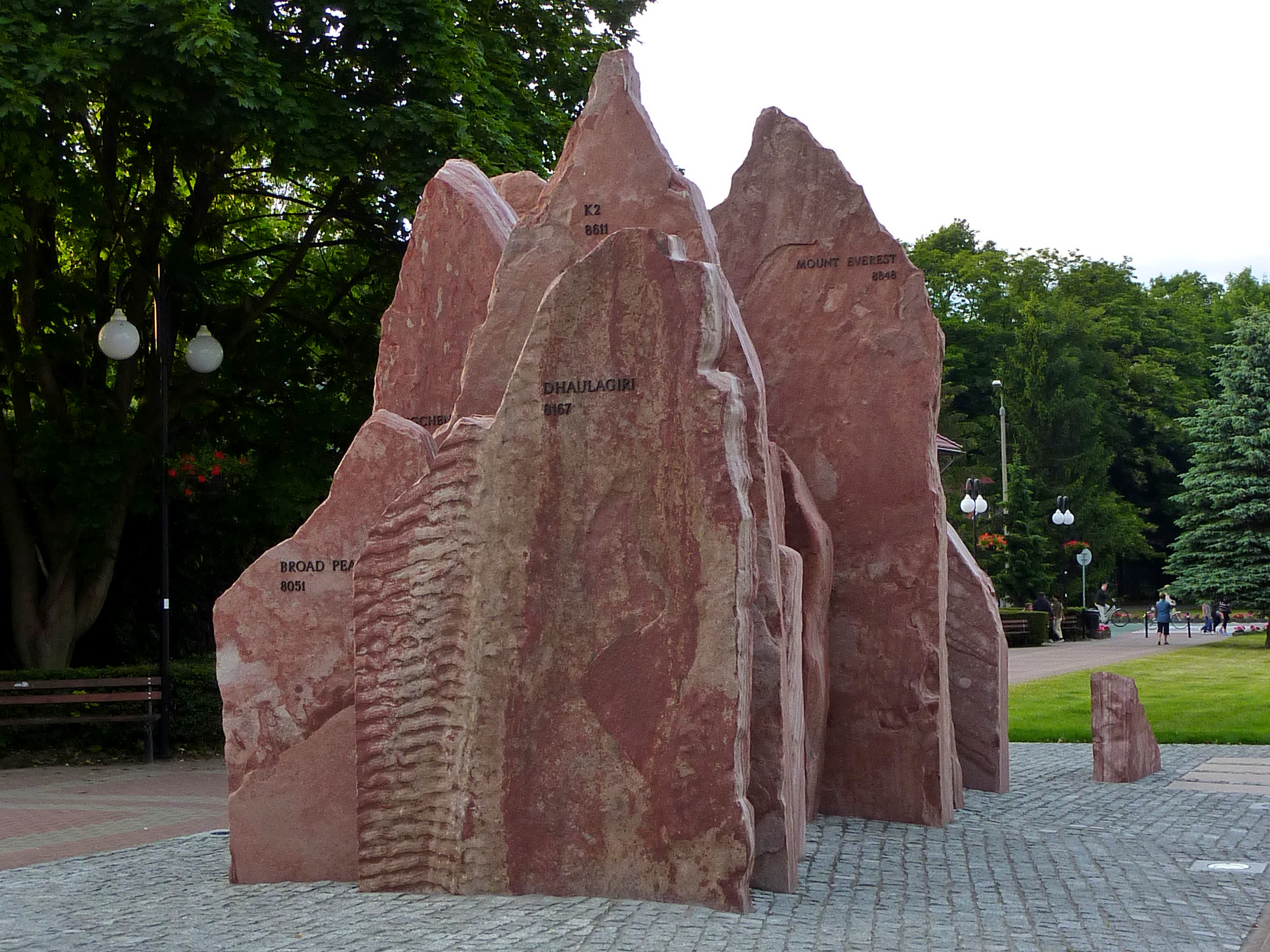
Aleja Gwiazd Sportu „Korona Himalajów”

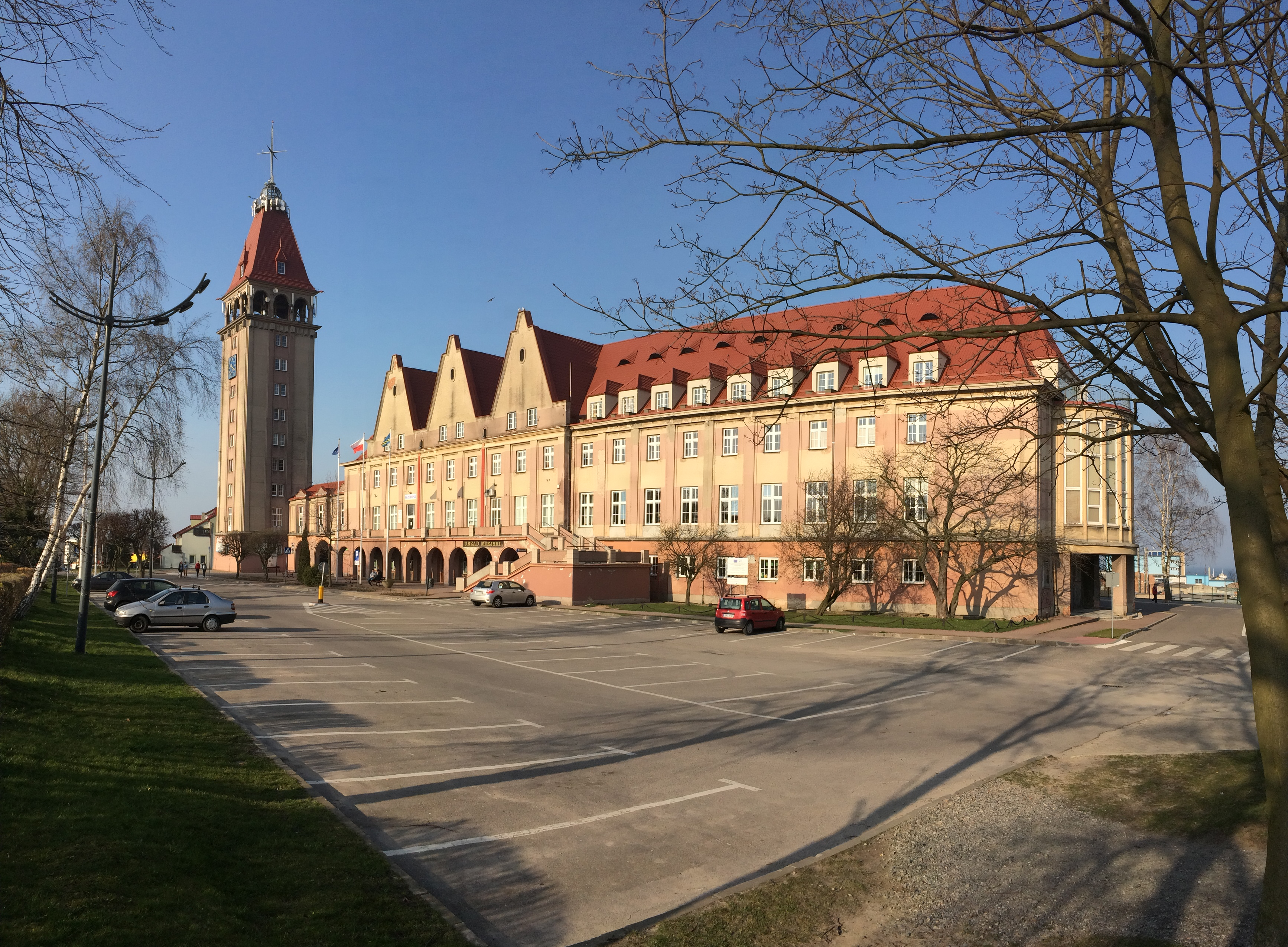
Dom Rybaka – siedziba Urzędu Miasta Władysławowa

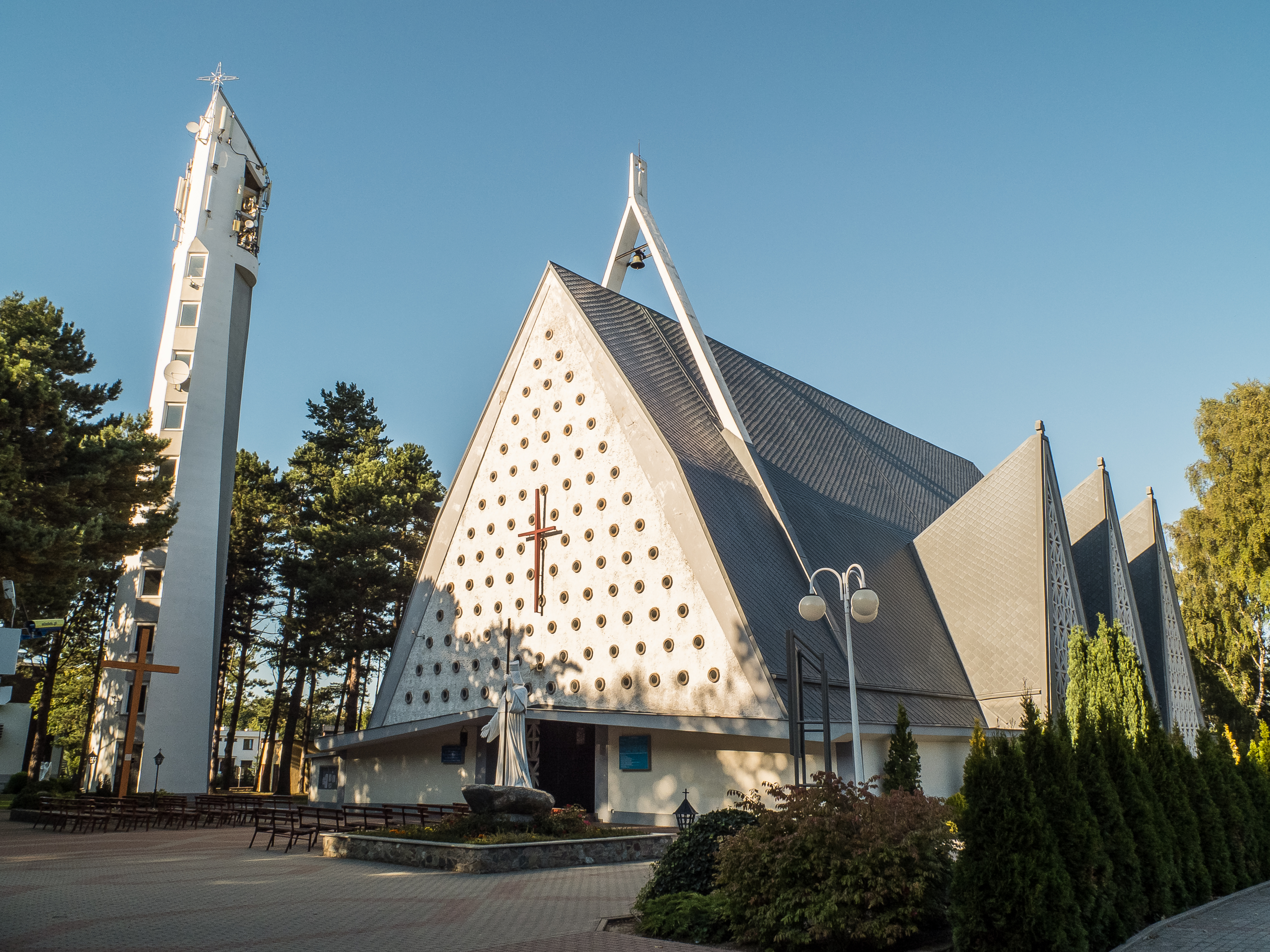
Kościół Wniebowzięcia NMP

W mieście odbywa się corocznie kilka wydarzeń kulturalnych. Od 1973 r. przez cały okres wakacyjny w czwartki odbywają się we władysławowskim kościele Letnie Koncerty Organowe i Kameralne. Wykonawcami są instrumentaliści, wokaliści oraz zespoły z całego świata. Z Władysławowa pochodził zespół Nocne Szczury, który w 1980 r. jako pierwszy zespół punkowy zagrał na festiwalu w Jarocinie.
Lista obiektów kulturalnych:
- Centrum Pamięci Generała Hallera i Błękitnej Armii (tzw. Hallerówka) – muzeum generała Józefa Hallera znajduje się przy ulicy Morskiej. Jest to willa, w której niegdyś mieszkał generał.
- Muzeum Przyrodnicze Nadmorskiego Parku Krajobrazowego – w byłej willi adiutanta generała.
- Prywatne Muzeum Motyli – muzeum założone w 1999 r. przez prywatnego kolekcjonera, znajduje się na III piętrze wieży widokowej Domu Rybaka.

## Sport i rekreacja
We Władysławowie znajduje się Ośrodek Przygotowań Olimpijskich „Cetniewo” Centralnego Ośrodka Sportu. Ośrodek dysponuje kortami tenisowymi o nawierzchni ziemnej oraz kortem na hali, boiskami sportowymi, pływalnią, posiada wypożyczalnię sprzętu sportowego. 30 maja 2012 roku we Władysławowie na ulicy Żwirowej został otwarty jedyny w Polsce „Ocean Park”. Największą atrakcją Ocean Parku jest odwzorowanie trzydziestoczterometrowego płetwala błękitnego. Można tam zobaczyć także dziesiątki innych ssaków morskich i oceanicznych oraz ryb, takich jak: kaszalot, rekin wielorybi, żarłacz biały, kałamarnica olbrzymia i inne. Wszystkie eksponaty są naturalnych rozmiarów.
We Władysławowie działają dwa kluby piłkarskie:

### MKS Władysławowo
Klub piłkarski we Władysławowie, założony w 1995 roku. W sezonie 2014/15 i 2015/16 klub występował w rozgrywkach pomorskiej IV ligi. W sezonie 2016/17 występował w rozgrywkach klasy okręgowej, natomiast w sezonie 2019/2020 uzyskał ponowny awans do pomorskiej IV ligi, w której występuje obecnie (tj. w sezonie 2023/2024).

### KS Solar Władysławowo
Klub piłkarski we Władysławowie, który w sezonie 2018/2019 występował w rozgrywkach pomorskiej klasy B, a od sezonu 2019/2020 do sezonu 2022/2023 w klasie A. Po zakończeniu sezonu 2022/2023 klub wycofał się z rozgrywek ligowych.Od sezonu 2024/2025  ponownie przystąpili do rozgrywek B klasy

## Ochrona przyrody
- Rezerwat przyrody Słone Łąki – położony w dzielnicy Szotland, nad Zatoką Pucką, u nasady Mierzei Helskiej obszar podmokłych łąk, tworzonych głównie przez tzw. halofity, tj. rośliny znoszące znaczne zasolenie podłoża.
- Nadmorski Park Krajobrazowy
- Obszar Natury 2000-Bielawskie Błota

## Administracja
Od 1 stycznia 2015 Władysławowo położone jest w gminie miejsko-wiejskiej (wcześniej wraz z innymi terenami innych miejscowości obecnej gminy stanowiło gminę miejską). Organem władz wykonawczych jest burmistrz. Po wyborach w 2014 r. burmistrzem Władysławowa jest Roman Kużel.
Mieszkańcy Władysławowa wybierają posłów na Sejm z okręgu wyborczego nr 26, a posłów do Parlamentu Europejskiego z okręgu wyborczego nr 1. Mieszkańcy Władysławowa (jeszcze jako gminy miejskiej) wraz z mieszkańcami Jastarni i Helu wybierali wspólnie 6 radnych do Rady Powiatu Puckiego (liczącej 19 radnych).

## Demografia
W 2017 roku we Władysławowie mieszkało 10 009 osób. W porównaniu do roku 2002, w którym liczba mieszkańców wynosiła ok. 14 700, jest to spadek o ok. 32%. Spadek ten spowodowany jest przekształceniem miasta Władysławowo w gminę miejsko-wiejską. Władysławowo mieści się w czołówce mniejszych powierzchniowo miast, w których zmniejszenie liczby ludności jest tak wysokie.

## Transport
W mieście znajduje się stacja kolejowa Władysławowo oraz przystanek kolejowy Władysławowo Port, dworzec PKS oraz postój TAXI.
W 2014 oddano do użytku prywatne lądowisko.
Od 1 listopada 2022 roku Władysławowo ma swoją komunikację miejską obsługiwaną przez PKS Gdynia na dwóch liniach. Komunikacja miejska jest obsługiwana od poniedziałku do soboty.

## Wspólnoty wyznaniowe
- Kościół rzymskokatolicki:
  - parafia Wniebowzięcia NMP
- Świadkowie Jehowy:
  - zbór Puck–Władysławowo (Sala Królestwa: ul. J. Porazińskiej 1c)[36]

## Miasta partnerskie[37]
- Maków Podhalański
- Börde Lamstedt
- Scalea